# Col du Glandon
Der Col du Glandon ist ein 1924 Meter hoher Gebirgspass in den französischen Alpen. Er befindet sich in der Region Provence-Alpes-Côte d’Azur im Département Savoie und verbindet das nördliche Maurienne-Tal mit dem südlichen Romanche-Tal. Die Nordauffahrt von Saint-Étienne-de-Cuines führt über die D927, während die Südauffahrt von Rochetaillée nahe Le Bourg-d’Oisans großteils auf der breiteren D926 verläuft. Folgt man der D926 bis zu ihrem höchsten Punkt, erreicht man den Col de la Croix de Fer (2067 m), der nach Saint-Jean-de-Maurienne führt. Der Col du Glandon wurde im Jahr 1898 eröffnet und 1912 mit dem höheren Col de la Croix de Fer verbunden. Der Pass ist zwischen Mai und Oktober befahrbar. Der Aufstieg von La Chambre ist in Abständen von einem Kilometer mit speziellen Schildern für Radfahrer ausgestattet.

## Auffahrt
Die Nordauffahrt von Saint-Étienne-de-Cuines verläuft auf der schmaleren D927, die auf einer Länge von 19,8 Kilometern eine durchschnittliche Steigung von 7,3 % aufweist. Der Anstieg lässt sich in zwei Abschnitte aufteilen, die durch ein kurzes Flachstück verbunden sind. Auf den ersten neun Kilometern liegt die durchschnittliche Steigung bei rund 7 %. Dabei führt die Straße zunächst über mehrere Kurven durch dicht bewaldetes Gebiet. Mit Saint-Colomban-des-Villards wird eine kleine Ortschaft durchfahren, wobei die Straße hier für rund zwei Kilometer abflacht. Im Anschluss nehmen die Steigungsprozente wieder deutlich zu. Rund sechs Kilometer vor der Passhöhe erreicht man die Baumgrenze und absolviert die verbliebene Distanz in offenem Terrain. Nach Kilometerschnitten von mehr als 9 % flacht die Straße vier Kilometer vor dem Ziel auf rund 6 % ab, ehe die letzten zwei Kilometer eine Durchschnittssteigung von mehr als 10 % aufweisen. Der steile letzte Abschnitt führt dabei über sechs Kehren.
Die Südauffahrt hat ihren Ausgangspunkt in Rochetaillée unweit von Le Bourg-d’Oisans. Hier biegt man von der D1091 auf die D526 ab und überquert kurz darauf die Romanche, ehe es auf drei flachen Kilometern zum Lac du Verney geht. Über zwei Kehren, die in die Staumauer des Sees gebaut wurde, erreicht man dessen Ufer, dem man für drei flache Kilometer zur Kreuzung der D526 und D43A folgt. Hier beginnt nach einer kurzen Abfahrt der eigentliche Anstieg, der auf einer Länge von 22 Kilometern eine durchschnittliche Steigung von 5,1 % aufweist. Die weitere Auffahrt beinhaltet dabei zwei weitere Zwischenabfahrten. Zunächst folgt man der Eau d’Olle durch dicht bewaldetes Gebiet in Richtung Norden, wobei die Straße bei Steigungsprozenten von rund 8 % großteils gerade verläuft. Bei der Ortschaft Le Rivier d'Allemont muss dabei ein Kilometer mit rund 10 % im Schnitt absolviert werden. Kurz darauf flacht die Straße zum ersten Mal ab und es folgt eine zwei Kilometer lange Abfahrt, die vier Kehren beinhaltet. Die nachfolgenden sieben Kilometer führen zur Barrage de Grand’Maison, wobei die Kilometerschnitte von 9 % auf 6 % zurückgehen. Entlang des Stausees flacht die Straße fast gänzlich ab, ehe die zweite Zwischenabfahrt folgt, die rund 1000 Meter lang ist. Nun befindet man sich im Département Savoie, wodurch die D526 nun unter der Bezeichnung D926 geführt wird. Auf den letzten 2,6 Kilometern liegen die Steigungsprozente bei 7,5 %. Erst kurz vor der Passhöhe zweigt man Links auf die schmalere D927 ab, ehe man die Passhöhe nach 220 Metern erreicht.

## Radsport

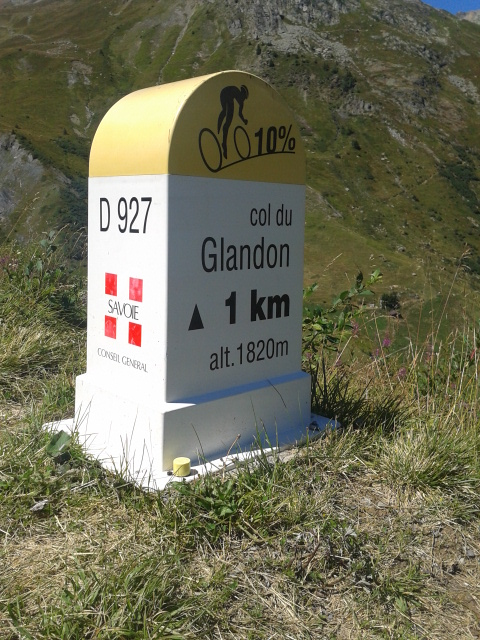
Der anspruchsvolle letzte Kilometer der Nordauffahrt

Die Tour de France führte bislang bereits 17-Mal über den Col du Glandon, wobei auf dem Pass erst 14 Bergwertungen abgenommen wurden. Dies liegt daran, dass die Nordauffahrt des Col du Glandon genutzt werden kann, um den höheren Col de la Croix de Fer zu erreichen, der sich in unmittelbarer Nähe befindet.
Die Erstbefahrung erfolgte im Jahr 1947 während der ersten Austragung nach dem Zweiten Weltkrieg. Die Strecke der 8. Etappe führte damals von Grenoble über den Col du Glandon, Col de la Croix de Fer, Col du Télégraphe und Col du Galibier nach Briançon, wobei am Col du Glandon keine Bergwertung abgenommen wurde. In den nachfolgenden Jahren schien der Col de la Croix de Fer immer wieder im Programm der Tour de France auf, während die Auffahrt über den Col du Glandon (D927) nicht zum Einsatz kam.
Erst im Jahr 1977 war der Col du Glandon wieder Bestandteil der Frankreich-Rundfahrt. Diesmal ersetzte er den Col de la Croix de Fer und schien als eigene Bergwertung der 1. Kategorie auf. Der Belgier Lucien Van Impe setzte sich im Anstieg des Col du Glandon als Solist ab und führte mit einem Vorsprung von eineinhalb Minuten über die Passhöhe, ehe er erst im Schlussanstieg nach Alpe d’Huez vom gesamtführenden Bernard Thévenet eingeholt und distanziert wurde. Später meinte der Franzose das die Aufholjagd die härteste Fahrt seines Lebens gewesen sei. Lucien Van Impe beendete die Tour de France in jenem Jahr auf dem dritten Gesamtrang und sollte auch die beiden nachfolgenden Bergwertung auf dem Col du Glandon in den Jahren 1981 und 1983 gewinnen. Weitere Überquerungen der Nordauffahrt folgten 1988 und 1990, wobei der Pass in den Jahren 1981 und 1988 der Hors Catégorie zugeordnet wurde. Auch in den 80er Jahren bildete der Col du Glandon dabei meist den vorletzten Anstieg, ehe es zur Bergankunft nach Alpe d’Huez ging. Im Jahr 1988 griff der Spanier Pedro Delgado in der anspruchsvollen Nordauffahrt des Col du Glandon an und setzte sich gemeinsam mit Steven Rooks von den restlichen Gesamtklassement-Fahrern ab. Die beiden wurden zwar im Schlussanstieg nach Alpe d’Huez gestellt, doch der gesamtführende Steve Bauer hatte den Anschluss nicht wieder herstellen können, womit Pedro Delgardo das Gelbe Trikot übernahm. Mit seinem Angriff am Col du Glandon legte der Spanier somit den Grundstein für seinen einzigen Tour-de-France-Gesamtsieg.
Neben der Nordauffahrt wurde im Jahr 1983 erstmals auch die Südauffahrt des Passes genutzt, die ebenfalls als Anstieg der 1. Kategorie klassifiziert wurde. In den 90er Jahren gewann die Südauffahrt des Col du Glandon an Bedeutung, wobei sie meist in der frühen Rennphase genutzt wurde. Im Jahr 1997 griff Richard Virenque in der technisch anspruchsvollen Nordabfahrt an, konnte den gesamtführenden Jan Ullrich nicht entscheidend distanzieren.
Seit dem Jahr 2001 gilt die anspruchsvollere Nordauffahrt als Bergwertung der Hors Catégorie. Die Südauffahrt wird seit der Tour de France 2013 ebenfalls der höchsten Kategorie zugeordnet. In den Jahren 2006, 2012 und 2015 diente die Nordseite als Auffahrt des Col de la Croix de Fer, womit der Pass neuerlich nicht kategorisiert wurde. Die letzte Bergwertung auf dem Col du Glandon wurde im Jahr 2015 auf der 18. Etappe abgenommen. Damals wurde der Pass aus südlicher Richtung erreicht. Die Bergwertung sicherte sich der Franzose Romain Bardet aus der Ausreißergruppe, ehe er sich in der technisch anspruchsvollen Abfahrt absetzte und seinen ersten Tour-de-France-Etappensieg nach einem Solo von 35 Kilometern feierte.

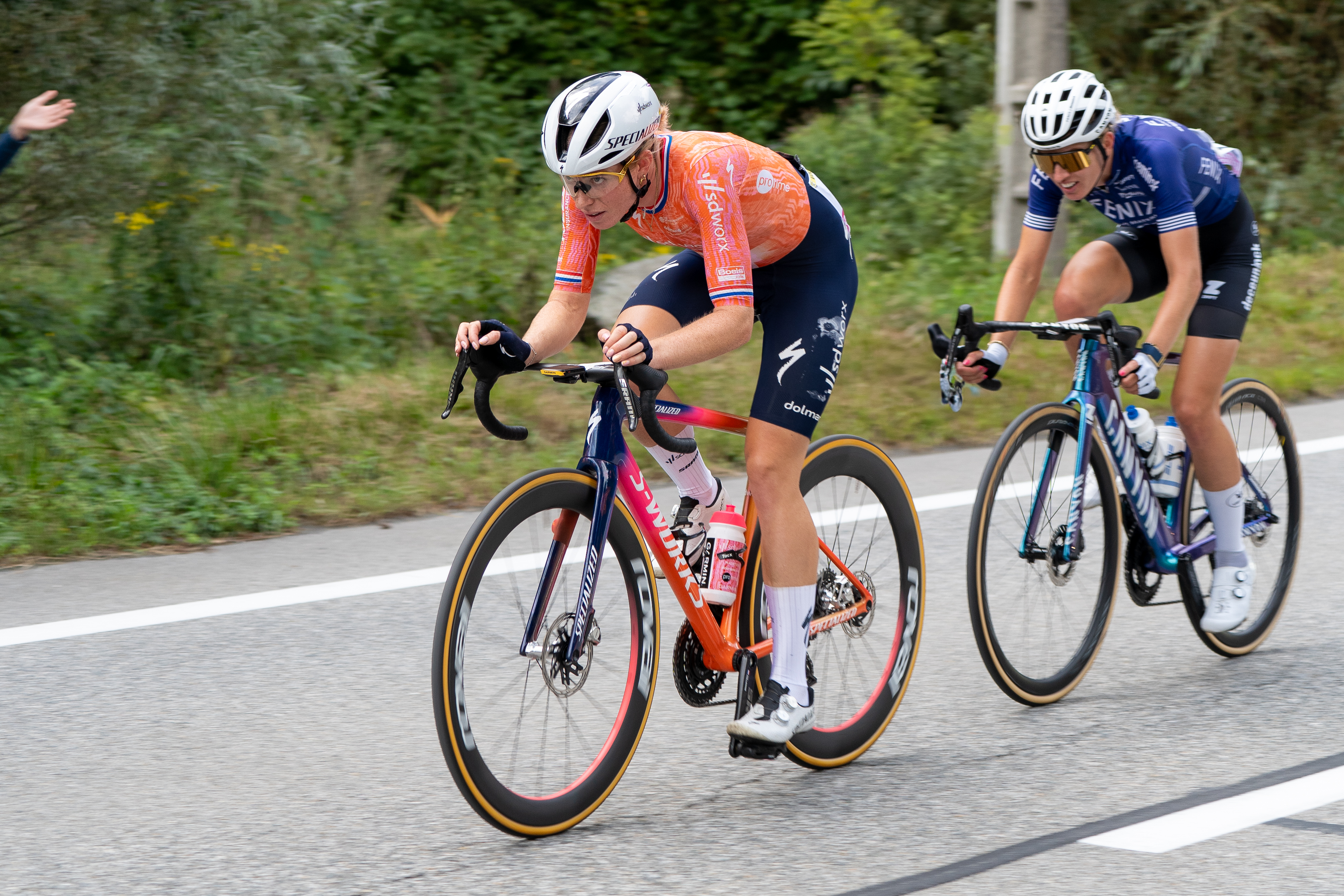
Demi Vollering (erste Position) verpasst den Gesamtsieg bei der Tour de France Femmes 2024 nach einem Angriff auf dem Col du Glandon um nur vier Sekunden

Im Jahr 2024 wurde der Col du Glandon auf der abschließenden Etappe der Tour de France Femmes überquert. Damals stand die Nordauffahrt auf dem Programm, bevor es zur Bergankunft in Alpe d’Huez ging. Rund 2,5 Kilometer vor der Passhöhe des Col du Glandon griff die Vorjahressiegerin Demi Vollering an, die in der Gesamtwertung nach einem Sturz auf der 5. Etappe etwas mehr als eine Minute hinter der führenden Polin Katarzyna Niewiadoma zurücklag. Gemeinsam mit ihrer Landsfrau Pauliena Rooijakkers, die in der Gesamtwertung auf dem sechsten Rang lag, konnte sie sich von den anderen Favoritinnen absetzen, ehe sie wenig später zu der verbliebenen Ausreißerin Valentina Cavallar aufschlossen. Die Österreicherin führte als erste Fahrerin über die Passhöhe des Col du Glandon, wobei der Vorsprung des Spitzentrios auf fast eine Minute angewachsen war. Schlussendlich gewann Demi Vollering zwar die Etappe in Alpe d’Huez, verpasste den Gesamtsieg nach einer Flucht von mehr als 50 Kilometern jedoch um nur vier Sekunden.
Im Jahr 2025 führte die Tour de France im Rahmen der 18. Etappe erneut über den Col du Glandon. Die Südauffahrt stellte dabei die erste Schwierigkeit des Tages dar, ehe es über den Col de la Madeleine auf den Col de la Loze ging. Der stellvertretende Träger des Bergtrikots Lenny Martinez sicherte sich die Bergwertung und übernahm vorübergehend die Führung von Tadej Pogačar.
| Jahr | Etappe     | Bergwertung  | Sieger              | Auffahrt |
| ---- | ---------- | ------------ | ------------------- | -------- |
| 1977 | 17. Etappe | 1. Kategorie | Lucien van Impe     | Nord     |
| 1981 | 17. Etappe | HC Kategorie | Lucien van Impe     | Nord     |
| 1983 | 17. Etappe | 1. Kategorie | Lucien van Impe     | Nord     |
| 1983 | 18. Etappe | 1. Kategorie | Serge Demierre      | Süd      |
| 1988 | 12. Etappe | HC Kategorie | Steven Rooks        | Nord     |
| 1990 | 11. Etappe | 1. Kategorie | Thierry Claveyrolat | Nord     |
| 1993 | 10. Etappe | 1. Kategorie | Stefano Colagè      | Süd      |
| 1994 | 17. Etappe | 1. Kategorie | Richard Virenque    | Süd      |
| 1997 | 14. Etappe | 1. Kategorie | Richard Virenque    | Süd      |
| 2001 | 10. Etappe | HC Kategorie | Laurent Roux        | Nord     |
| 2004 | 17. Etappe | 1. Kategorie | Gilberto Simoni     | Süd      |
| 2013 | 19. Etappe | HC Kategorie | Ryder Hesjedal      | Süd      |
| 2015 | 18. Etappe | HC Kategorie | Romain Bardet       | Süd      |
| 2025 | 18. Etappe | HC Kategorie | Lenny Martinez      | Süd      |